# Caroline Herschel
Caroline Lucretia Herschel (Hannover, 16 maart 1750 – aldaar, 9 januari 1848) was een Duits/Engels astronoom en zangeres. Zij werd bekend door de astronomische waarnemingen die zij - deels samen met met haar broer William Herschel - deed en ontdekte kometen en nevels.

## Leven
Doordat ze in haar jeugd tyfus had gekregen en ten gevolge daarvan een groeistoornis opliep, bleef ze klein. Bovendien was ze getekend door de pokken. Omdat er in het gezin van tien kinderen met vele meisjes voor haar ook geen bruidsschat beschikbaar was, bleef ze ongehuwd. Ze bleek geen talent te hebben voor gebruikelijke vrouwelijke bezigheden ondanks lessen bij een modist. De visie van biografe Brock dat Caroline slecht werd behandeld door haar moeder, wordt bestreden door wetenschapshistorica Zinsser. Brock beweert namelijk dat Caroline, ondanks haar talent voor muziek en wiskunde, door haar moeder als een Assepoester werd uitgebuit.
Door haar broer Wilhelm/William, die tijdens de Zevenjarige Oorlog voor de Fransen naar Engeland was gevlucht, werd ze in 1772 naar Engeland gehaald. Ze deed het huishouden voor William, zong in het koor en kopieerde bladmuziek. Ze nam zanglessen en behaalde vele successen als sopraan. Ze was muzieklerares in Bath. In 1782 gaf ze haar zangcarrière op en werd voltijds astronomisch assistent van haar broer. In 1787 kreeg ze als assistent van haar broer een jaarsalaris van koning George III, waarmee ze de eerste vrouw werd met een betaalde wetenschappelijke baan. Na de dood van haar broer in 1822 verhuisde ze weer naar Duitsland, waar ze haar astronomisch werk voortzette. Daarmee schudde zij het vooroordeel van zich af dat ze slechts een assistente was van haar beroemde broer en kreeg ze veel erkenning.

## Werk
Broer en zus bouwden een voor die tijd enorme telescoop en deden belangrijke waarnemingen van vele nevels. Ook deed zij veel zelfstandige waarnemingen met een kleine Newton-telescoop en ontdekte in 1786 en 1788 twee kometen en daarnaast ook zeven nevels. Ze nam de komeet van Encke waar. Zij nam de catalogus van Flamsteed opnieuw onder de loep en voegde 560 sterren toe. Hiermee trad ze in de traditie van de vrouwen van de Pruisische familie Winckelmann, die in de achttiende eeuw sterrenkundige waarnemingen deden en noteerden.

### Publicaties
- Historiae Coelestis, herziene uitgaven van stercatalogus van John Flamsteed
- met broer William: catalogus van sterclusters en nevels

## New General Catalogue
Caroline Herschel ontdekte 10 deepsky objecten die allen werden opgenomen in de New General Catalogue:
- NGC 189, NGC 225, NGC 253, NGC 663, NGC 2311, NGC 2360, NGC 6819, NGC 6866, NGC 7380, NGC 7789.

## Eerbetoon
Voor haar verdiensten werd ze in 1835 lid van de British Royal Society en lid van de Royal Irish Academy in 1838. Zij kreeg de Gouden Medaille voor de Wetenschap in 1846 van de koning van Pruisen.
- De periodieke komeet 35P/Herschel-Rigollet werd naar haar genoemd.
- De planetoïde Lucretia werd in 1889 naar haar vernoemd.
- De maankrater C. Herschel in Sinus Iridium draagt haar naam.

- Bibsys: 4097153
- Bibliothèque nationale de France: cb16108822m (data)
- Catàleg d'autoritats de noms i títols de Catalunya: 981060945034006706
- CiNii: DA18966167
- Gemeinsame Normdatei: 119506610
- International Standard Name Identifier: 0000 0000 6665 6804
- Library of Congress Control Number: n50036902
- Nationale Bibliotheek van Tsjechië: jx20061025005
- Nationale bibliotheek van Australië: 35269508
- Nationale Bibliotheek van Israël: 987007272090605171
- Nederlandse Thesaurus van Auteursnamen: 195060768
- SNAC: w6fk38wt
- Système universitaire de documentation: 074248049
- Trove: 890748
- Virtual International Authority File: 15581821
- WorldCat: E39PBJvt4J6639BGkGVRXRVt8C